# ملكة جمال الأردن
ملكة جمال الأردن هي مسابقة ملكة جمال وطنية قديمة أُقيمَت في الأردن بين 1959-1966.

## التاريخ
أُقيمَت مسابقة ملكة جمال الأردن لأول مرة عام 1959، نظمتها مجلة جهاد تحت إدارة جون حلبي. كان حدثاً سنوياً يُقام تحت رعاية وزارة السياحة والآثار برئاسة الوزير غالب بركات. دخل مسابقة ملكة جمال الأردن متسابقات من كل من شرق الأردن والضفة الغربية التي كانت في ذلك الوقت تحت الحكم الأردني. في أغلب المسابقات، مُنِح لقبين في المسابقة، وهما: «ملكة جمال الأردن» والوصيفة «ملكة الأناقة». من عام 1959 إلى عام 1964، أُقيمَت المسابقة في فندق فيلادلفيا في عمّان ونُقِلت في عام 1965 إلى فندق بانوراما في مدينة بيت جالا في الضفة الغربية. أصبحت اوفيميا وهبه الجبجي أول ملكة جمال للأردن عام 1959. أصبحت اوفيميا حينها صاحبة الامتياز الوطني لملكة جمال العالم في عام 1959 وأُرسِلَت أول ممثلة دولية من الأردن إلى مسابقة ملكة جمال العالم في نفس العام.
على مدى ثماني سنوات من حضور المسابقة، تنافس الفائزات والوصيفات بملكة جمال الأردن في مسابقة ملكة جمال العالم ومسابقات دولية لملكات جمال العالم مثل ملكة جمال الأمم وملكة جمال الكون. أُقيمَت المسابقة للمرة الأخيرة في عام 1966. أدت حرب 1967 إلى إلغاء الحدث إلى أجل غير مسمى، ومنذ ذلك الحين لم تُنظَم المسابقة. انسحب الأردن بعد ذلك من ملكة جمال العالم وجميع المواكب الدولية الكبرى الأخرى. كانت فيرا جليل خميس من القدس آخر ملكة جمال للأردن، كما كانت ممثلة البلاد لملكة جمال العالم عام 1966.

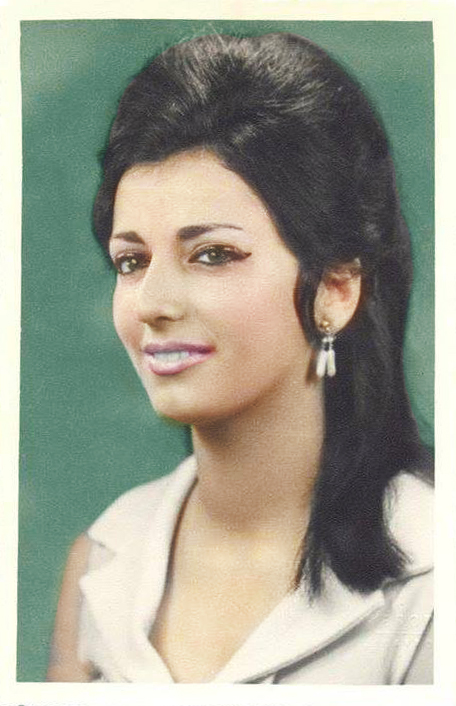
كانت فيرا جليل خميس آخر ملكة جمال الأردن تُمثل البلد في مسابقة ملكة جمال العالم، عام 1966.

| السنة | ملكة جمال الأردن   | ملكة الأناقة       |
| ----- | ------------------ | ------------------ |
| 1959  | اوفيميا الجبجي     | ايريني اميل سابيلا |
| 1960  | ايريني اميل سابيلا | جلنار تاكتوك       |
| 1962  | عايدة أنيس صبا     | ليلى اميل خضر      |
| 1963  | دوريس طنوس الحاج   | ديسبو دراكولاكيس   |
| 1964  | كاتي فايزة         | —                  |
| 1965  | نيلا منير حداد     | مارلين روك         |
| 1966  | فيرا جليل خميس     | —                  |

## الأردن في المسابقات الدولية

### في ملكة جمال الكون
- مُعلن كفائزة:
- انهت كمتصدر أعلى أو أعلى 5/6 مؤهل:
- انهت كإحدى المنتخبين النهائيين أو شبه المنتخبين:
- انهت بفوز جوائز خاصة:

| السنة                      | الأردنية في ملكة جمال الكون | التنسيب في ملكة جمال الكون | جوائز خاصة | ملاحظات |
| -------------------------- | --------------------------- | -------------------------- | ---------- | ------- |
| لم تنافس منذ 1961—حتى الآن |                             |                            |            |         |
| 1960                       | هيلين جياتانابولوس          | لم تتأهل                   |            |         |

### في ملكة جمال العالم الأردن
- مُعلن كفائزة:
- انهت كمتصدر أعلى أو أعلى 5/6 مؤهل:
- انهت كإحدى المنتخبين النهائيين أو شبه المنتخبين:
- انهت بفوز جوائز خاصة:

| السنة                      | الأردنية في ملكة جمال الأردن | التنسيب في ملكة جمال العالم | جوائز خاصة | ملاحظات  |          |
| -------------------------- | ---------------------------- | --------------------------- | ---------- | -------- | -------- |
| لم تنافس منذ 1967—حتى الآن |                              |                             |            |          |          |
| 1966                       | فيرا جليل خميس               | لم تتأهل                    |            |          |          |
| 1965                       | نيلا منير حداد               | لم تتأهل                    |            |          |          |
| 1964                       | لم تنافس                     | لم تنافس                    | لم تنافس   | لم تنافس | لم تنافس |
| 1963                       | ديسبو دراكولاكيس             | لم تتأهل                    |            |          |          |
| 1962                       | ليلى اميل خضر                | لم تتأهل                    |            |          |          |
| 1961                       | لم تنافس                     | لم تنافس                    | لم تنافس   | لم تنافس | لم تنافس |
| 1960                       | ايريني اميل سابيلا           | لم تتأهل                    |            |          |          |
| 1959                       | اوفيميا الجبجي               | لم تتأهل                    |            |          |          |

### في ملكة جمال الأمم
- مُعلن كفائزة:
- انهت كمتصدر أعلى أو أعلى 5/6 مؤهل:
- انهت كإحدى المنتخبين النهائيين أو شبه المنتخبين:
- انهت بفوز جوائز خاصة:

| السنة                      | الأردنية في ملكة جمال الأمم | التنسيب في ملكة جمال الأمم | جوائز خاصة | ملاحظات  |          |
| -------------------------- | --------------------------- | -------------------------- | ---------- | -------- | -------- |
| لم تنافس منذ 1964—حتى الآن |                             |                            |            |          |          |
| 1963                       | دوريس الحاج                 | لم تتأهل                   |            |          |          |
| 1962                       | فيفيان نزال                 | لم تتأهل                   |            |          |          |
| 1961                       | لم تنافس                    | لم تنافس                   | لم تنافس   | لم تنافس | لم تنافس |
| 1960                       | جلنار تاكتوك                | لم تتأهل                   |            |          |          |

### في ملكة جمال إنتركونتيننتال
- مُعلن كفائزة:
- انهت كمتصدر أعلى أو أعلى 5/6 مؤهل:
- انهت كإحدى المنتخبين النهائيين أو شبه المنتخبين:
- انهت بفوز جوائز خاصة:

| Year                       | الأردنية في ملكة جمال إنتركونتيننتال | التنسيب في ملكة جمال إنتركونتيننتال | جوائز خاصة | ملاحظات |
| -------------------------- | ------------------------------------ | ----------------------------------- | ---------- | ------- |
| لم تنافس منذ 2009—حتى الآن |                                      |                                     |            |         |
| 2008                       | شريهان ماروني                        | لم تتأهل                            |            |         |